# Stempas

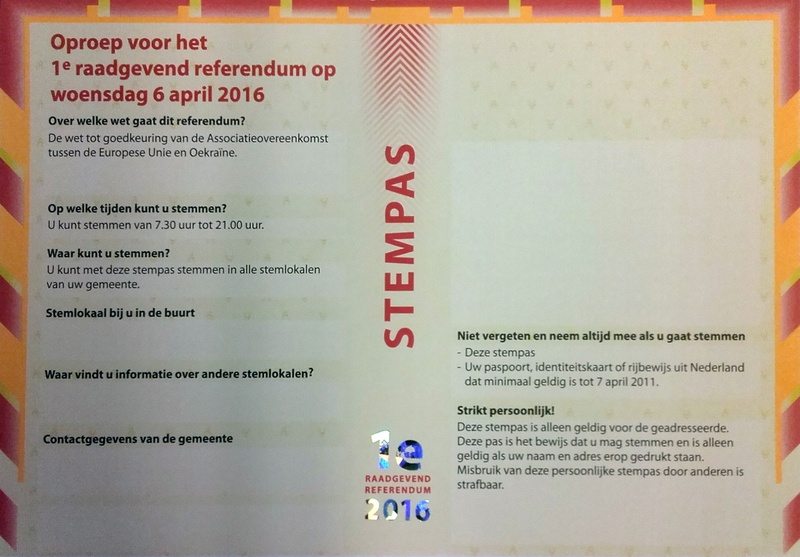
Stempas voor het Nederlands referendum over de Associatieovereenkomst tussen de Europese Unie en Oekraïne

Een stempas is in Nederland een verklaring in de vorm van een pas, waarmee een kiesgerechtigde wordt toegestaan binnen het gebied van het orgaan waarvoor een verkiezing wordt gehouden, meestal de gemeente of deelgemeente, aan de stemming deel te nemen. Het stemmen gebeurt in een stembureau naar keuze. Indien men in een andere gemeente wil stemmen kan men voorafgaand aan de verkiezing een kiezerspas aanvragen.
De stempas wordt door de gemeente verstrekt aan de hand van de Basisregistratie Personen (BRP). Alleen mensen ingeschreven in de BRP kunnen stemmen.
In België kent men geen stempas maar wordt gebruikgemaakt van een oproepingsbrief.